# Gumesind de Toledo
|  | No s'ha de confondre amb Gumesind de Còrdova. |

Gumesind va ser un religiós mossàrab que va ser arquebisbe de Toledo entre ca. 808 i ca. 828. No es tenen dades de la seva vida ni de la seva obra a l'arxidiòcesi, tan sols els anys que aproximadament va ocupar la seu. Successor d'Elipand, els catàlegs diuen que vivia el 820, i Flórez diu que va iniciar el seu mandat vers el 808, així fa que Elipand mori nonagenari i la probabilitat d'un petit període de seu vacant. En tot cas, va sobreviure fins a l'any 828 i el va succeir en el càrrec Vistremir.